# Exoplaneta

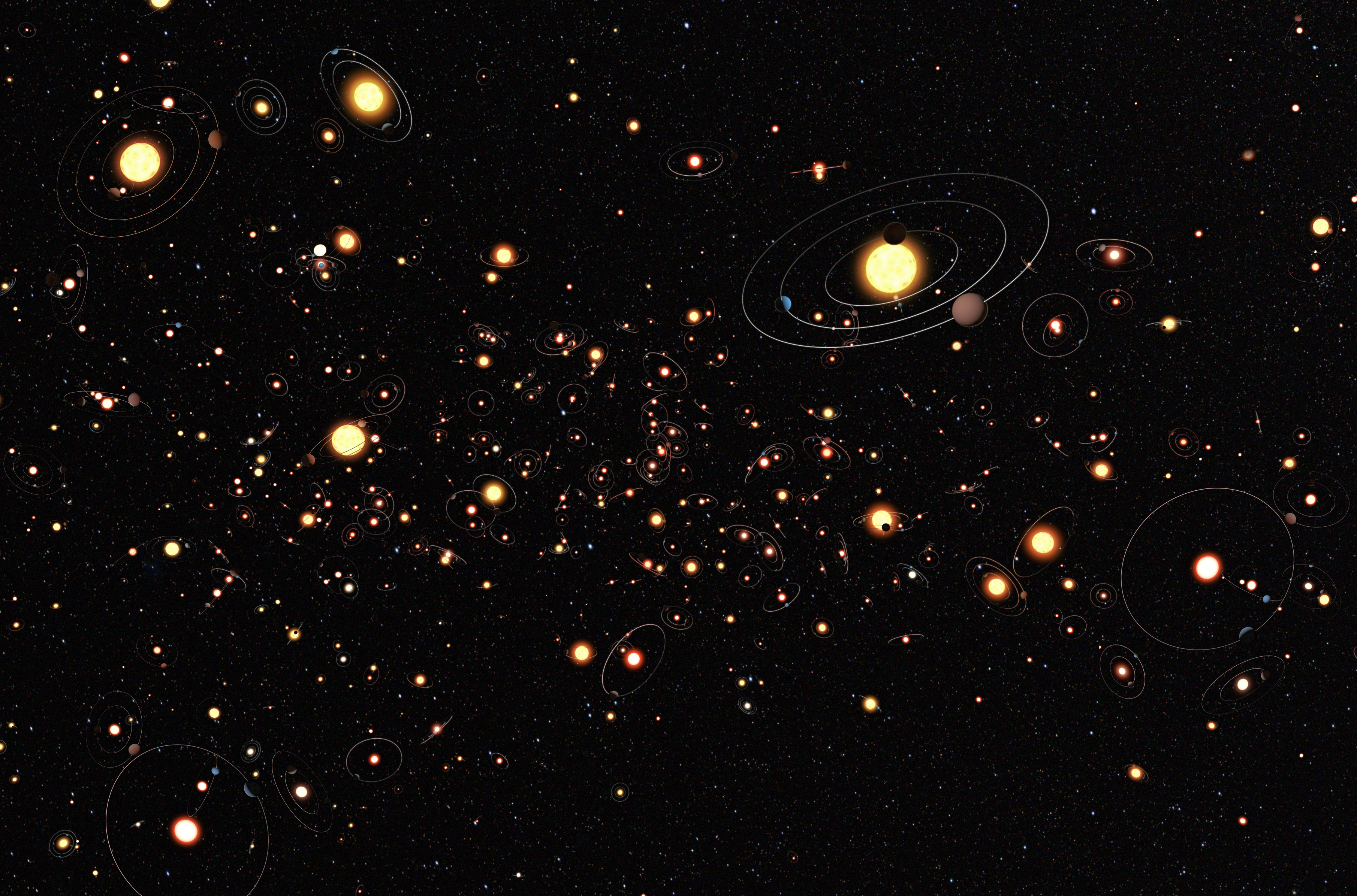
Umělecká představa o četnosti planet v Mléčné dráze

Počty ročně objevených exoplanet

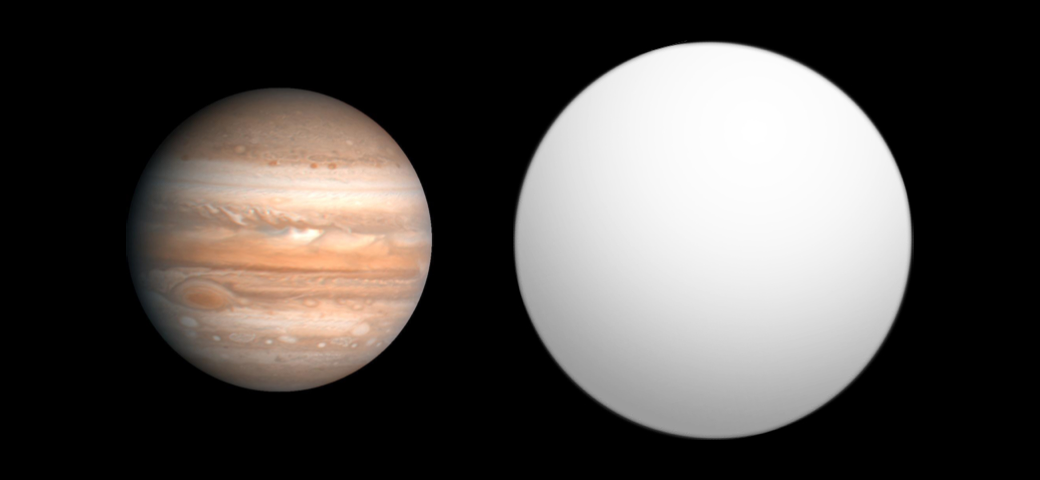
Porovnání velikosti Jupitera a exoplanety TrES-3b. TrES-3b má oběžnou dobu pouze 31 hodin a je klasifikována jako horký Jupiter, je velká a blízko hvězdě, což z ní činí planetu, kterou lze jednoduše objevit tranzitní metodou

Exoplaneta, též extrasolární planeta, je planeta obíhající kolem jiné hvězdy než kolem Slunce.
První exoplaneta byla objevena v roce 1988, na své potvrzení musela počkat až do roku 2002; první potvrzená exoplaneta byla objevena v roce 1992. Do 26. ledna 2025 bylo objeveno 7408 exoplanet. Nalézají se ve 5086 planetárních soustavách, z nichž 1033 je vícenásobných.
Nejvíce exoplanet objevil vesmírný teleskop Kepler, aktivní především v letech 2009–2013. Má na svém kontě přes 2000 exoplanet a několik tisíc planetárních kandidátů, Prvním zařízením specializovaným na hledání exoplanet je ešeletový spektrograf HARPS instalovaný na 3,6m teleskopu na ESO observatoři La Silla v Chile. Od roku 2004 objevil přes 130 exoplanet.
Podle dosavadních pozorování připadá v průměru na každou hvězdu nejméně jedna planeta, přičemž velké procento hvězd má více planet. Přibližně jedna z pěti hvězd podobných Slunci má planetu velikosti Země v obyvatelné zóně. Za předpokladu, že se v naší galaxii nachází 200 miliard hvězd, lze odhadnout, že v ní existuje 11 miliard potenciálně obyvatelných planet pozemského typu, a dalších 40 miliard, pokud zahrneme i planety obíhající okolo početných červených trpaslíků.
Jednou z nejméně hmotných známých planet je Draugr (PSR B1257+12 A nebo PSR B1257+12 b), která má dvojnásobek hmotnosti Měsíce a obíhá okolo pulsaru. Jedna z největších planet uvedených v NASA Exoplanet Archive je DENIS-P J082303.1-491201 b, která má přibližně 29násobek hmotnosti Jupiteru. Podle definice IAU je na planetu příliš hmotná, je pravděpodobnější, že je hnědým trpaslíkem. Existují planety, které oběhnou svou hvězdu za několik hodin, a jiné, jejichž oběžná doba trvá tisíce let. Některé jsou tak daleko od své hvězdy, že je těžké zjistit, zda jsou na ni gravitačně vázané. Téměř všechny dosud zjištěné planety se nacházejí uvnitř Mléčné dráhy, ale existují i některé možné detekce extragalaktických planet. Nejbližší exoplaneta Proxima Centauri b se nachází ve vzdálenosti 4,2 světelného roku (1,3 parseku) od Země a obíhá okolo Proximy Centauri, hvězdy nejblíže Slunci.
Objevy exoplanet zesílily zájem o hledání mimozemského života. Zde se věnuje pozornost především planetám obíhajícím v obyvatelné zóně hvězdy, kde je možné, aby na jejich povrchu existovala voda v kapalném skupenství, která je na Zemi předpokladem života. Studium planetární habitability se zabývá řadou faktorů, které ovlivňují obyvatelnost planety pro živé organismy.
Vedle exoplanet existují i toulavé planety, které neobíhají kolem žádné hvězdy a které se obvykle považují za samostatné objekty, zvláště pokud jsou plynnými obry. Příkladem je WISE 0855-0714, která je hnědým podtrpaslíkem. Počet toulavých planet v naši galaxii se odhaduje v řádu miliard, pravděpodobně je jich mnohem více.

## Pojmenování
Konvence pro pojmenování exoplanet je rozšířením systému, který se používá pro označování vícenásobných hvězdných systémů, přijatého Mezinárodní astronomickou unií (IAU). Exoplanety obíhající jednu hvězdu se označují obvykle jménem nebo častěji označením hvězdy a přidáním malého písmena. První planeta objevená v systému je označena písmenem "b" (mateřská hvězda je označována "a") a další objevené planety se pojmenují vždy následujícím písmenem v abecedě.
Existuje předběžná norma schválená IAU, která řeší označování planet obíhajících okolo dvojhvězd(a trojhvězd). Tyto planety se pak jmenují; název hvězdy, název planety; příklady: K2-288 Bb, Alfa Centauri Bb (nepotvrzená), Gliese 667 Cc.[zdroj?]
Omezený počet exoplanet má vlastní jména schválená IAU. Jiné standardy pro pojmenování exoplanet neexistují.

## Historie

### Rané spekulace
Vědci, filozofové a autoři science fiction se po celá staletí domnívali, že existují planety mimo naši sluneční soustavu, ale neexistoval žádný způsob jak je objevit, jakým způsobem zjistit jejich početnost či podobnost s planetami naší sluneční soustavy.
Víru v existenci exoplanet lze nalézt již v učení starořeckého filozofa Epikúra ze Samu (341 př. n. l. – 270 př. n. l.).
| „          | Existuje nekonečně mnoho světů, podobných tomu našemu, i naprosto odlišných. | “ |
| — Epikúros |                                                                              |   |

V šestnáctém století italský filozof Giordano Bruno, zastánce Koperníkovy teorie, vyslovil domněnku, že Země spolu s ostatními planetami obíhá okolo Slunce (heliocentrismus), a ostatní hvězdy se podobají Slunci a jsou též doprovázeny planetami.
V osmnáctém století Isaac Newton ve svém díle „General Scholium“, které uzavírá jeho Principii, napsal: „A pokud jsou pevné hvězdy centry jiných podobných systémů, tyto, formované s obdobným záměrem, musí být všechny podrobeny Jeho nadvládě“.
V roce 1952, více než 40 let předtím, než byl objeven první horký Jupiter, napsal Otto Struve, že neexistuje žádný přesvědčivý důvod, proč by se planety nemohly přiblížit ke své mateřské hvězdě více než je tomu ve sluneční soustavě, a navrhl, že by dopplerovská spektroskopie spolu s tranzitní metodou mohla objevit super Jupitery na oběžných drahách v blízkosti hvězd.

### Vyvrácené objevy
První pokusy o hledání exoplanet byly uskutečněny již v devatenáctém století. William Stephen Jacob z Britské východoindické společnosti na observatoři Madras ve východní Indii v roce 1855 oznámil, že z pozorování dvojhvězdy 70 Ophiuchi usoudil, že oběžná dráha obou hvězd vykazuje anomálie a je vysoce pravděpodobné, že v tomto systému existuje planetární těleso. V osmdesátých letech dvacátého století Thomas J. J. See z Chicagské univerzity a United States Naval Observatory oznámil, že anomálie oběžné dráhy naznačují existenci tmavého tělesa v systému 70 Ophiuchi s 36letou oběžnou dobou vůči jedné z hvězd. Americký astronom Forest Ray Moulton ale publikoval dokument, který dokazuje, že systém tří těles s těmito parametry oběžných drah by byl vysoce nestabilní. Během padesátých a šedesátých let provedl Peter van de Kamp z Swarthmore College další měření, týkající se tentokrát planet obíhajících Barnardovu hvězdu. Astronomové v současnosti považují všechny výše zmiňované zprávy o objevech exoplanet za chybné.
V roce 1991 Andrew Lyne, M. Bailes a S. L. Shemar zveřejnili, že objevili planetu na oběžné dráze kolem pulsaru PSR 1829-10, pomocí variací periody rádiových impulsů pulsaru. Zprávě se krátce dostalo velké pozornosti, ale Lyne a jeho tým ji brzy stáhli.

### Potvrzené objevy

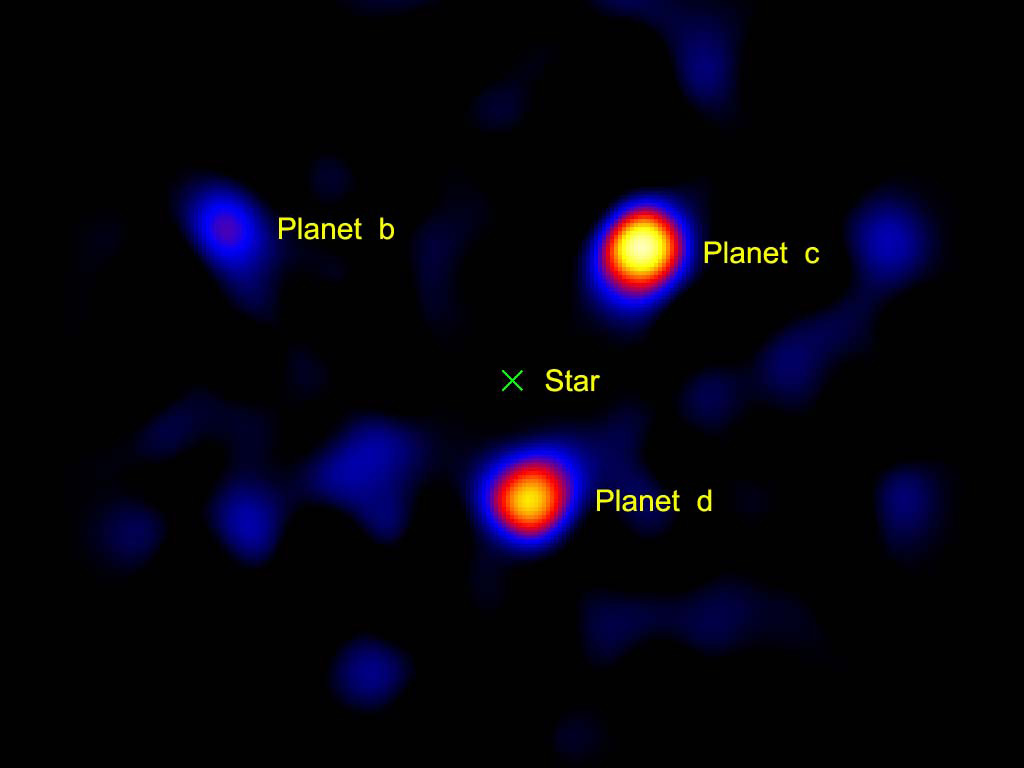
Tři planety hvězdy HR 8799, jak je zobrazil Haleův dalekohled. Světlo z centrální hvězdy je zastíněno koronografem.

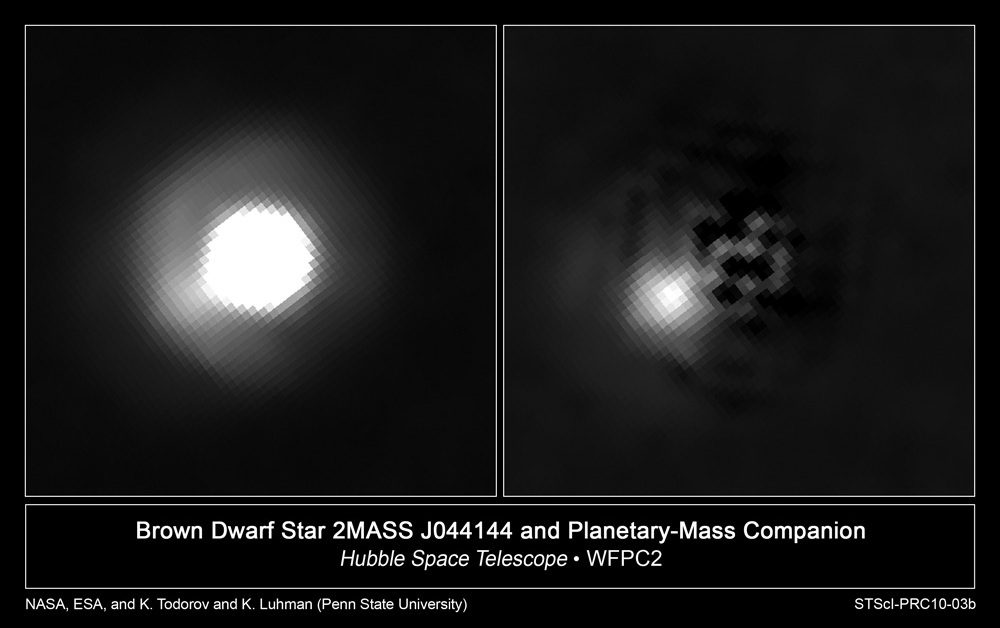
2MASS J044144 je hnědý trpaslík s průvodcem 5 až 10násobku hmotnosti Jupiteru.

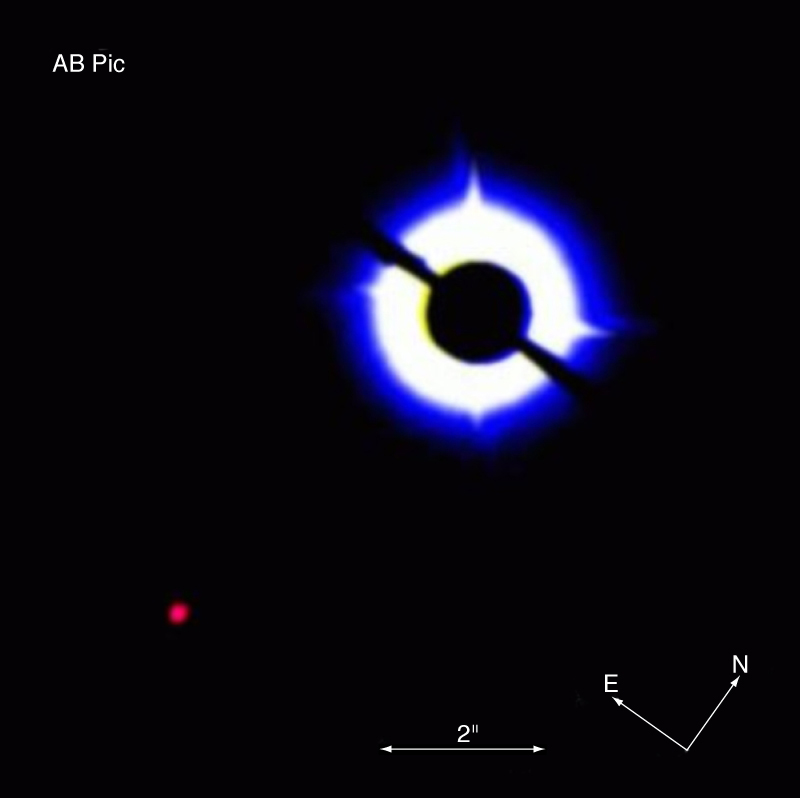
Snímek AB Pictoris zobrazujícího společníka (vlevo dole), který je buď hnědým trpaslíkem nebo hmotnou planetou

K 31. říjnu 2023 bylo v Extrasolar Planets Encyclopaedia uvedeno celkem 5521 potvrzených exoplanet, včetně několika sporných potvrzených planet z konce 80. let 20. století. Malá část exoplanet byla objevena přímým zobrazením, převážná většina z nich byla objevena nepřímými metodami, například tranzitní metodou či měřením radiální rychlosti hvězdy.
První zveřejněný objev, který získal následné potvrzení, byl oznámen v roce 1988 kanadskými astronomy Brucem Campbellem, G. A. H. Walkerem a Stephensonem Yangem z University of Victoria a University of British Columbia. Ačkoli byli opatrní při tvrzení o objevu planety, jejich měření radiální rychlosti naznačovalo existenci planety obíhající okolo hvězdy Gama Cephei. Částečně proto, že pozorování byla na hranici možností přístrojů té doby, astronomové zůstávali několik let skeptičtí ohledně pozorování hvězdy a dalších podobných pozorování. Byl předpoklad, že některé ze zdánlivých planet mohou být hnědými trpaslíky, objekty na pomezí mezi planetami a hvězdami. V roce 1990 byla publikována další pozorování, která podporovala existenci planety obíhající Gama Cephei, ale následná pozorování v roce 1992 znovu vyvolala vážné pochybnosti. Konečně v roce 2003 vylepšená technika umožnila potvrzení existence planety.
Dne 9. ledna 1992 v rozhlasovém vysílání astronomové Aleksander Wolszczan a Dale Frail oznámili objev dvou planet obíhajících okolo pulsaru PSR 1257+12. Tento objev byl potvrzen a je obecně považován za první potvrzený objev exoplanet. Následná pozorování tyto výsledky potvrdila a potvrzení třetí planety v roce 1994 oživilo téma v populárním tisku. Předpokládá se, že planety obíhající okolo pulsaru se zformovaly ze zbytků po výbuchu supernovy, jinak by byly zbývajícími skalnatými jádry plynných obrů, které přežily výbuch supernovy a poté se rozpadly na její oběžné dráze.
Dne 6. října 1995 oznámili Michel Mayor a Didier Queloz z Ženevské univerzity první definitivní detekci exoplanety obíhající hvězdu hlavní posloupnosti, a to u nedaleké hvězdy typu G 51 Pegasi. Exoplaneta byla objevena přístroji v Observatoire de Haute-Provence. Její detekce je považována za počátek moderní doby objevů exoplanet. Technologický pokrok, zejména ve spektroskopii s vysokým rozlišením, vedl k rychlému objevování mnoha nových exoplanet, astronomové mohli prokazovat existenci exoplanet nepřímo měřením jejich gravitačního vlivu na pohyb jejich hostitelských hvězd. Větší počet extrasolárních planet byl později objeven sledováním změny ve zdánlivé velikosti hvězdy při tranzitu planety, která ji obíhá (pokles jasu při přechodu planety před hvězdou).
Většina prvních známých exoplanet byly značně hmotné planety obíhající velmi blízko své mateřské hvězdy. Tyto tzv. "horké Jupitery" byly pro astronomy překvapením, protože tehdejší teorie vzniku planet naznačovaly, že obří planety by se měly tvořit jen ve větší vzdálenosti od mateřské hvězdy. Později byly nalezeny i další planety, a nakonec bylo zřejmé, že horké Jupitery netvoří většinu exoplanet.
V roce 1999 se Ypsilon Andromedae stala první hvězdou hlavní posloupnosti, o níž se ví, že ji obíhá několik planet. Na oběžné dráze kolem hvězdy Kepler-16 je první známá planeta, která obíhá kolem dvojhvězdy hlavní posloupnosti.
Dne 26. února 2014 NASA oznámila objev 715 potvrzených exoplanet u celkem 305 hvězd vesmírným dalekohledem Kepler. Tyto exoplanety byly zkontrolovány novou statistickou metodou, která byla nazvána „potvrzení díky mnohačetnosti“. Před zveřejněním těchto výsledků mezi potvrzenými planetami převažovali plynní obři velikosti srovnatelné s Jupiterem, případně ještě větší planety, které se dají snadněji objevit Naopak planety objevené sondou Kepler se svou velikostí většinou pohybují mezi velikostí Neptunu a Země.
23. července 2015 NASA oznámila objev planety Kepler-452b obíhající v obyvatelné zóně hvězdu typu G2 v malé vzdálenosti od Země.

### Objevování kandidátů planet
Od března 2014 identifikovala sonda Kepler více než 2900 planetárních kandidátů, z nichž některé jsou planetami pozemského typu nacházející se v obyvatelné zóně hvězdy, některé z nich navíc obíhají okolo hvězd podobných Slunci.

## Metody výzkumu
První exoplaneta obíhající hvězdu hlavní posloupnosti byla objevena 6. října 1995 a dostala jméno 51 Pegasi b. Když exoplaneta přechází (tranzituje) před svou hvězdou, mohou astronomové posoudit některé její fyzikální vlastnosti z mezihvězdné vzdálenosti, včetně její hmotnosti a velikosti, což jim poskytne základní údaje pro modelování její fyzické struktury. Někdy taková událost navíc umožňuje studovat dynamiku a chemické složení atmosféry exoplanety.
Statistické průzkumy a individuální posuzování planet jsou klíčem k řešení základních otázek v exoplanetologii. Do května 2017 byly k objevu 3 610 exoplanet využity různé techniky. Dokumentování vlastností velkého počtu exoplanet různého stáří, obíhajících hvězdy různých typů, přispěje k většímu porozumění – nebo lepším modelům – planetární formace (akrece), geologické evoluce a migrace jejich oběžné dráhy, případně i jejich možné obyvatelnosti. Studium atmosfér exoplanet je novým mezníkem ve vědě o exoplanetách.

### Metody objevování exoplanet
Asi 97 procent všech potvrzených exoplanet bylo objeveno nepřímými detekčními metodami, zejména měřením radiální rychlosti hvězdy a tranzitní metodou. Pro úspěšné objevování nových planet nebo pro potvrzení již objevených planet se ukázaly jako vhodné následující metody:
- Přímé zobrazení – v některých případech lze exoplanetu přímo pozorovat, tato možnost se vztahuje spíše na velké planety v menších vzdálenostech od Země
- Radiální rychlost – v případech, kdy kolem hvězdy obíhá planeta tak hmotná, aby dokázala vychýlit společné těžiště celé hvězdné soustavy natolik, že hvězda se vzhledem k pozorovateli na Zemi od něj periodicky vzdaluje a přibližuje, což se projeví na frekvenci dopadajícího světla
- Efekt gravitační čočky – zakřivení světla dopadajícího k pozorovateli silným gravitačním polem hvězdy
- Polarimetrie – zkoumá stočení roviny polarizovaného světla
- Astrometrie – vychází z měření pozice hvězdy na obloze a její odchylky v důsledku gravitačního působení jejích případných planet
- Tranzitní metoda – planeta z úhlu pohledu pozorovatele na Zemi přechází před hvězdou, což způsobí snížení jasu hvězdy (úbytek světla)

## Vznik a vývoj planet

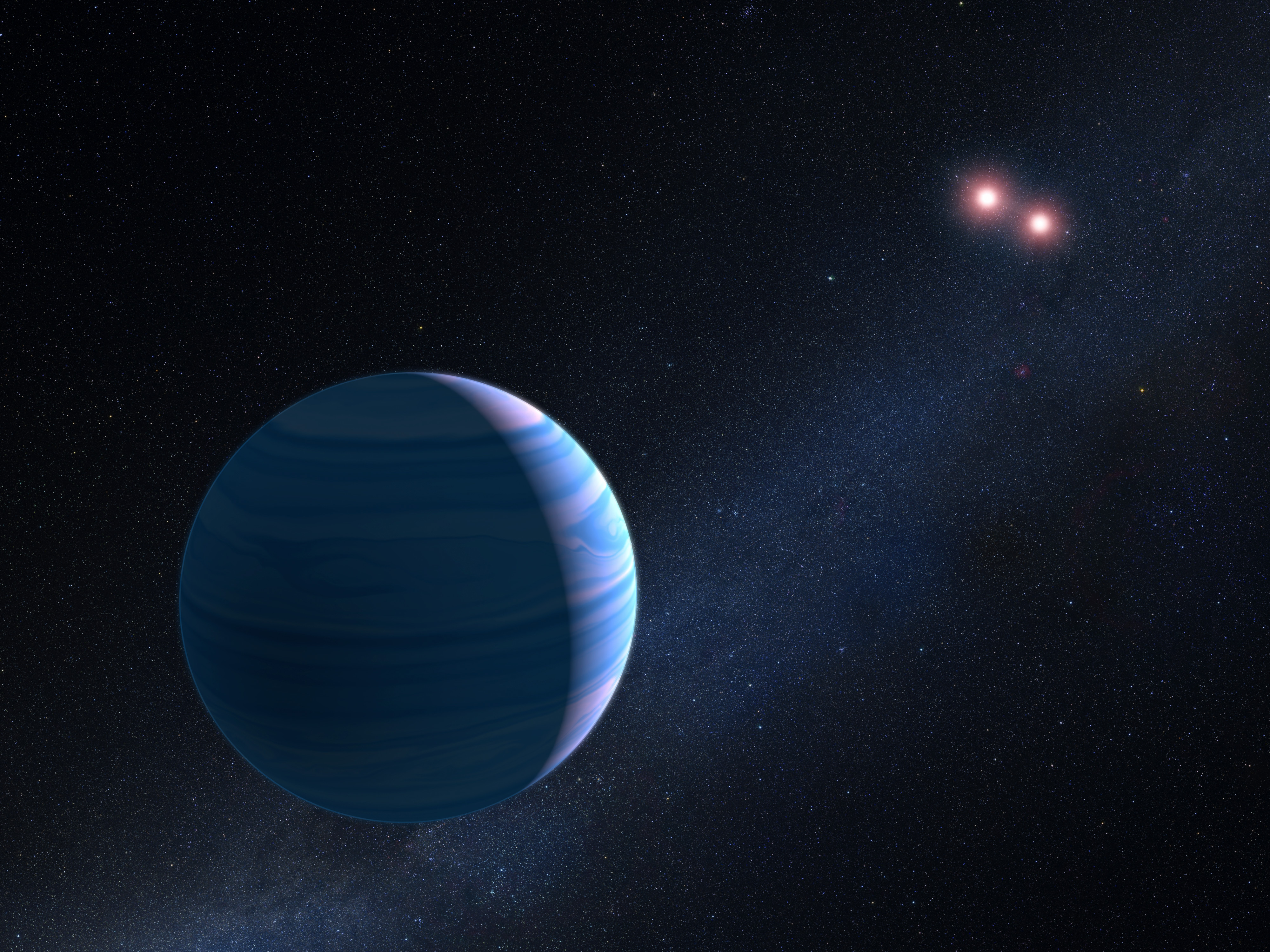
Umělecká představa planety obíhající okolo dvou hvězd

Planety se formují po dobu několika desítek miliónů let vývoje hvězdy. Existují hvězdy a planety, které pozorujeme ve fázi vzniku, ale na druhou stranu takové, jejichž stáří je odhadováno na deset miliard let. Na rozdíl od planet sluneční soustavy, které můžeme pozorovat pouze v jejich současné podobě, nám umožňuje studium exoplanet jejich pozorování v různých fázích planetární evoluce. Když planety vznikají, mají vodíkové obálky, které chladnou a vyvíjejí se v průběhu času v závislosti na hmotnosti planety. Některé planety veškerý vodík nakonec ztratí. To znamená, že i planety pozemského typu mohou v raných fázích vývoje dosahovat velkých rozměrů. Příkladem je Kepler-51b, jehož hmotnost je jen zhruba dvojnásobkem hmotnosti Země, ale je téměř tak veliký jako Saturn. Kepler-51b je poměrně mladá planeta, jejíž stáří je odhadováno na stovky milionů let.

## Hvězdy s planetami

Morgan-Keenanova spektrální klasifikace hvězd

V průměru existuje jedna planeta na každou hvězdu. Přibližně jedna z pěti hvězd podobných Slunci má planetu „velikosti Země“, která obíhá v obyvatelné zóně.
Většina známých hvězd, u nichž byly objeveny exoplanety, se podobá Slunci, tj. jedná se o hvězdy hlavní posloupností spektrální klasifikace F, G nebo K. U menších hvězd (červených trpaslíků spektrální kategorie M) je menší pravděpodobnost, že budou mít planety s dostatečnou hmotností, aby je bylo možno objevit měřením radiální rychlosti hvězdy. Navzdory tomu několik planet u červených trpaslíků objevila kosmická sonda Kepler, která k objevům menších planet podobných Zemi využívala tranzitní metodu.
Planety, obzvláště obří planety, se s vyšší pravděpodobností vyskytují u hvězd s vyšší metalicitou než Slunce, než u hvězd s nižší metalicitou.
Některé planety obíhají okolo jedné ze složek dvojhvězdy a bylo objeveno i několik planet, které obíhají společné těžiště obou složek dvojhvězdy. Je rovněž známo několik planet v trojhvězdách, a jedna objevená planeta je součástí čtyřhvězdy Kepler-64.

## Obecné vlastnosti

### Barva a jasnost planet
V roce 2013 byla poprvé určena barva exoplanety. Z měření albeda exoplanety HD 189733b vyplývá, že planeta je azurově modrá.
Exoplaneta GJ 504 b má v oblasti viditelného spektra růžovofialovou barvu.
Kappa Andromedae b, pokud by byla pozorována z malé vzdálenosti, by vypadala načervenale.
Zdánlivá jasnost planety závisí na tom, v jaké vzdálenosti se nachází pozorovatel, jakou má planeta odrazivost (albedo) a kolik světla přijímá od své hvězdy (což zase závisí na tom, v jaké vzdálenosti je planeta od hvězdy a jakou jasnost má samotná hvězda). Planeta s nízkým albedem, která je blízko své hvězdy, se může jevit jasnější než planeta s vysokým albedem, která je však daleko od své mateřské hvězdy.
Nejtemnější známou planetou z hlediska geometrického albeda je TrES-2b, horký Jupiter, který odráží méně než 1 procento světla ze své hvězdy. Horké Jupitery se jeví poměrně tmavé kvůli přítomnosti sodíku a draslíku v jejich atmosféře, důvod temného zbarvení TrES-2b však není znám - může být způsobeno zatím neznámou chemickou látkou.
U plynných obrů geometrické albedo klesá se zvyšující se metalicitou a atmosférickou teplotou, pokud se neprojeví vliv planetární oblačnosti. Zvýšená oblačnost zvyšuje albedo ve viditelných vlnových délkách, ale snižuje ho u některých infračervených vlnových délek. Optické albedo se zvyšuje s věkem planety, protože starší planety mají vyšší oblačnost. Optické albedo oproti tomu klesá se zvyšující se hmotností, protože obří planety mají vyšší povrchovou gravitaci, což vede k nižší oblačnosti. Eliptické dráhy mohou rovněž způsobit velké kolísání ve složení atmosféry, což má opět významný vliv na jasnost planety.
V infračerveném oboru spektra mladí a hmotní plynní obři vyzařují více tepelných emisí než odráží světla od své hvězdy. Takže, ačkoli optická jasnost je závislá na fázi planety, není tomu tak vždy v blízké infračervené oblasti spektra.
Teplota plynných obrů klesá v čase a se vzdáleností od hvězdy. Snížení teploty zvyšuje optické albedo i bez oblačnosti. Při dostatečně nízké teplotě vznikají mračna vody, která dále zvyšují optické albedo. Při ještě nižších teplotách vznikají mračna amoniaku, což vede k největšímu albedu ve většině optických a blízkých infračervených vlnových délek.

### Magnetické pole
V roce 2014 bylo magnetické pole okolo exoplanety HD 209458 b zjištěno podle způsobu jakým planeta ztrácí vodík. Byla to první nepřímá detekce magnetického pole u exoplanety. Magnetické pole HD 209458 b má intenzitu jedné desetiny magnetického pole Jupiteru.
Interakce mezi magnetickým polem blízké planety a hvězdou může vytvářet na hvězdě skvrny podobným způsobem, jakým Galileovy měsíce vytváří polární záře na Jupiteru. Rádiové emise těchto skvrn mohou být pozorovány pomocí rádiových dalekohledů, jako je LOFAR. Pomocí rádiových emisí lze určit rychlost rotace planety, která je jinak obtížně zjistitelná.
Zemské magnetické pole pravděpodobně vzniká díky tekutému kovovému jádru Země, ale ve hmotných superzemích pod vysokým tlakem mohou vznikat jiné sloučeniny než jaké vznikají za pozemských podmínek. Tyto sloučeniny mohou mít větší viskozitu a vyšší teplotu tání, a mohou zabránit tomu, aby se vnitřek planety rozdělil do různých vrstev, a tak vedly k nediferencovaným plášťům bez jádra. Formy oxidu hořečnatého, jako je MgSi3O12, by mohly být tekutým kovem při tlacích a teplotách vyskytujících se v superzemi a mohly by vytvářet magnetické pole v pláštíi superzemě.
Bylo zjištěno, že horké Jupitery mají větší poloměr, než se očekávalo. To by mohlo být způsobeno interakcí mezi hvězdným větrem a magnetosférou planety, která vytváří elektrické proudy, které planetu ohřívají a způsobují její rozpínání. Čím silnější je magnetické pole hvězdy, tím větší intenzitu má hvězdný vítr a tím vzniká i větší elektrický proud, který vede k většímu zahřívání a rozpínání planety. Teorie odpovídá pozorování, že hvězdná aktivita má přímou souvislost s nafouknutými planetárními poloměry.

### Desková tektonika
V roce 2007 dospěly dva nezávislé týmy vědců k protikladným závěrům o pravděpodobnosti deskové tektoniky na větších superzemích, přičemž jeden tým vydal zprávu, že desková tektonika by byla krátkodobá nebo stagnující a druhý tým vydal protichůdnou zprávu, že desková tektonika je velmi pravděpodobná na superzemích, i když planeta je suchá.
Pokud superzemě mají 80krát více vody než Země, stanou se oceánskými planetami se zcela zaplaveným povrchem. Nicméně pokud množství vody je menší než tato hranice, vodní cyklus přesune dostatek vody hluboko mezi oceány a plášť, a tím umožní existenci kontinentů.

### Vulkanismus
Velké změny povrchové teploty na planetě u hvězdy 55 Cancri jsou připisovány možnému působení vulkanismu, který uvolňuje velká prachová oblaka zakrývající povrch planety a blokující tepelné emise.

### Prstence
Hvězdu 1SWASP J140747.93-394542.6 obíhá objekt, který má mnohem větší prstence než Saturn. Hmotnost objektu však není známa; může se tak jednat jak o exoplanetu, tak o hnědého trpaslíka nebo hvězdu s malou hmotností.
Jas optických obrazů Fomalhautu b může být způsoben hvězdným světlem odrážejícím se od prstence s poloměrem odpovídajícím 20 až 40násobku poloměru Jupiteru, tedy zhruba poloměru oběžných drah galileových měsíců.
Prstence plynných obrů ve sluneční soustavě jsou v jedné rovině s rovníkem planety. U exoplanet, které obíhají blízko své hvězdy, však slapové síly hvězdy způsobí, že nejvzdálenější prstence planety se budou nacházet v orbitální rovině planety, zatímco nejvnitřnější prstence stále budou v jedné rovině s planetárním rovníkem. Má-li tedy taková planeta nakloněnou rotační osu, odlišné sklony rovin vnitřních a vnějších prstenců povedou k vytvoření systému s "pokroucenými" prstenci.

### Měsíce
V prosinci roku 2013 byl oznámen kandidát na exoměsíc u toulavé planety. Dne 3. října 2018 byl oznámen objev prvního exoměsíce obíhajícího planetu Kepler-1625b.

### Atmosféra
Atmosféra byla zjištěna u několika exoplanet. Poprvé byla pozorována u planety HD 209458 b v roce 2001.
KIC 12557548 b je malou planetou se skalnatým povrchem, která obíhá velmi blízko své hvězdy, a v okolí planety se nachází obrovský oblak prachu jako ohon u komety. Prach může pocházet se sopečných výbuchů a z planety uniká díky její nízké gravitaci, a díky malé vzdálenosti od hvězdy se postupně vypařuje. Nebo se jedná o kovy, které se kvůli malé vzdálenosti od hvězdy postupně vypařují a které poté zkondenzují na prach.
V červnu 2015 vědci uvedli, že atmosféra planety GJ 436 b se odpařuje vlivem záření hostitelské hvězdy, což vede ke vzniku obrovského oblaku za planetou ve tvaru ohonu dlouhého 14×106 km.
V květnu roku 2017 byl zachycen odraz světla z ledových krystalů v atmosféře Země. Technologie použitá k jeho detekci může být užitečná pro studium atmosfér vzdálených světů včetně exoplanet.

### Vázaná rotace
U planety s vázanou rotaci s rezonancí 1:1 její mateřská hvězda svítí stále na jednu polokouli, tato polokoule je proto velice horká, kdežto druhá polokoule se nachází v temnotě a je velice mrazivá. Taková planeta by mohla připomínat oční bulvu s horkou skvrnou. Planety s excentrickou oběžnou dráhou mohou být uzamčeny v jiné rezonanci. Rezonance 3:2 a 5:2 by vedly ke vzniku dvou horkých skvrn na východní i západní polokouli. Planety s excentrickou oběžnou dráhou a se skloněnou osou rotace mohou mít složitější pohyb své hvězdy na obloze.
Jak jsou objevovány další exoplanety, exoplanetologie má stále více objektů pro podrobnější studium extrasolárních světů a nakonec se bude zabývat perspektivou života na planetách mimo sluneční soustavu. V kosmických vzdálenostech může být život zjištěn pouze tehdy, vyvíjí-li se v planetárním měřítku a silně modifikuje planetární prostředí takovým způsobem, že tyto modifikace nelze vysvětlit klasickými fyzikálně-chemickými procesy (z rovnovážných procesů). Například molekulární kyslík (O2) v atmosféře Země je výsledkem fotosyntézy živých rostlin a mnoha dalších druhů mikroorganismů. Atmosférický kyslík proto může být jedním z indikátorů života na exoplanetách, ačkoli malé množství kyslíku může být rovněž produkováno nebiologickými prostředky. Potenciálně obyvatelná planeta navíc musí obíhat stabilní hvězdu ve vzdálenosti, v níž mohou objekty s hmotností planety s dostatečným atmosférickým tlakem umožňovat existenci kapalné vody na svém povrchu.

## Kulturní dopad
Dne 9. května 2013 uspořádal americký Kongres slyšení dvou podvýborů Sněmovny reprezentantů Spojených států o objevech exoplanet: Našli jsme jiné země? vyvolaného objevem exoplanety Kepler-62f, Kepler-62e a Kepler-62c. Zvláštní vydání časopisu Science, které vyšlo již dříve, popisuje objevy exoplanet.